# National Basketball Association 1963/1964
National Basketball Association 1963/1964 var den 18:e säsongen av den amerikanska proffsligan i basket. Säsongen inleddes den 16 oktober 1963 och avslutades den 18 mars 1964 efter 360 seriematcher, vilket gjorde att samtliga nio lagen spelade 80 matcher var.
Söndagen den 26 april 1964 vann Boston Celtics sin sjunde NBA-titel efter att ha besegrat San Francisco Warriors med 4-1 i matcher i en finalserie i bäst av 7 matcher.
All Star-matchen spelades den 14 januari 1964 i Boston Garden i Boston, Massachusetts. Eastern Division vann matchen över Western Division med 111-107.
Philadelphia 76ers gjorde sin första säsong i ligan efter att Syracuse Nationals flyttats från Syracuse till Philadelphia.
Baltimore Bullets återkom till ligan igen efter att Chicago Zephyrs hade flyttat från Chicago, Illinois till Baltimore, Maryland.

## Grundserien
Not: V = Vinster, F = Förluster, PCT = Vinstprocent
- Lag i GRÖN färg till en slutspelserie.
- Lag i RÖD färg har spelat klart för säsongen.

| Pos | Lag                | V  | F  | PCT  |
| --- | ------------------ | -- | -- | ---- |
| 1   | Boston Celtics     | 59 | 21 | .738 |
| 2   | Cincinnati Royals  | 55 | 25 | .688 |
| 3   | Philadelphia 76ers | 34 | 46 | .425 |
| 4   | New York Knicks    | 22 | 58 | .275 |

| Pos | Lag                    | V  | F  | PCT  |
| --- | ---------------------- | -- | -- | ---- |
| 1   | San Francisco Warriors | 48 | 32 | .600 |
| 2   | St. Louis Hawks        | 46 | 34 | .575 |
| 3   | Los Angeles Lakers     | 42 | 38 | .525 |
| 4   | Baltimore Bullets      | 31 | 49 | .388 |
| 5   | Detroit Pistons        | 23 | 57 | .288 |

## Slutspelet
De tre bästa lagen i den östra och västra division gick till slutspelet. Där möttes tvåorna och treorna i kvartsfinalserier (divisionssemifinal) i bäst av 5 matcher. De vinnande lagen i kvartsfinalerna mötte divisionsvinnarna i semifinalserier (divisionsfinal). Semifinalerna och NBA-finalen avgjordes i serier i bäst av 7 matcher.
|  | Divisionssemifinaler | Divisionssemifinaler | Divisionssemifinaler |            |   | Divisionsfinaler | Divisionsfinaler | Divisionsfinaler |  |  | NBA-final | NBA-final     | NBA-final |
|  |                      |                      |                      |            |   |                  |                  |                  |  |  |           |               |           |
|  |                      |                      |                      |            |   |                  |                  |                  |  |  |           |               |           |
|  |                      | 1                    | San Francisco        | 4          |   |                  |                  |                  |  |  |           |               |           |
|  | Western Division     | 1                    | San Francisco        | 4          |   |                  |                  |                  |  |  |           |               |           |
|  |                      |                      | 2                    | St. Louis  | 3 |                  |                  |                  |  |  |           |               |           |
|  | 3                    | L.A. Lakers          | 2                    | St. Louis  | 3 | 2                |                  |                  |  |  |           |               |           |
|  | 3                    | L.A. Lakers          |                      |            |   | 2                |                  |                  |  |  |           |               |           |
|  | 2                    | St. Louis            | 3                    |            |   |                  |                  |                  |  |  |           |               |           |
|  |                      |                      |                      |            |   |                  |                  |                  |  |  | W1        | San Francisco | 1         |
|  |                      |                      | E1                   | Boston     | 4 |                  |                  |                  |  |  |           |               |           |
|  |                      |                      |                      |            |   |                  |                  |                  |  |  |           |               |           |
|  |                      |                      |                      |            |   |                  |                  |                  |  |  |           |               |           |
|  |                      | 1                    | Boston               | 4          |   |                  |                  |                  |  |  |           |               |           |
|  | Eastern Division     | 1                    | Boston               | 4          |   |                  |                  |                  |  |  |           |               |           |
|  |                      |                      | 2                    | Cincinnati | 1 |                  |                  |                  |  |  |           |               |           |
|  | 3                    | Philadelphia         | 2                    | Cincinnati | 1 | 2                |                  |                  |  |  |           |               |           |
|  | 3                    | Philadelphia         |                      |            |   | 2                |                  |                  |  |  |           |               |           |
|  | 2                    | Cincinnati           | 3                    |            |   |                  |                  |                  |  |  |           |               |           |

### NBA-final
Boston Celtics mot San Francisco Warriors
| Match   | Datum    | Hemmalag      | Bortalag      | Resultat  |
| ------- | -------- | ------------- | ------------- | --------- |
| Match 1 | 18 april | Boston        | San Francisco | 108 - 96  |
| Match 2 | 20 april | Boston        | San Francisco | 124 - 101 |
| Match 3 | 22 april | San Francisco | Boston        | 115 - 91  |
| Match 4 | 24 april | San Francisco | Boston        | 95 - 98   |
| Match 5 | 26 april | Boston        | San Francisco | 105 - 99  |

Boston Celtics vann finalserien med 4-1 i matcher